# Kapuzinerkloster Bigorio

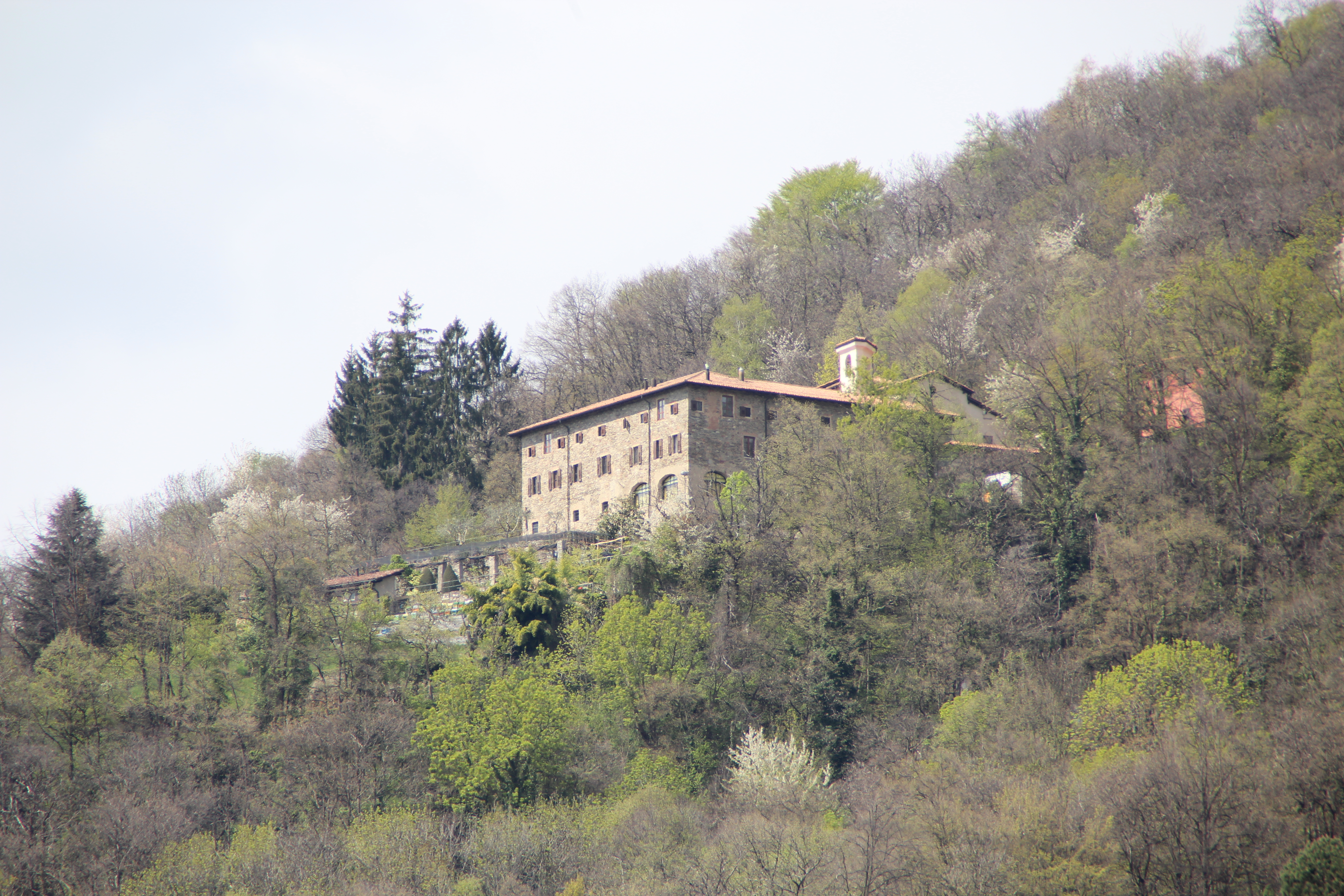
Das Kloster oberhalb des Dorfes

Kapuzinerkloster Bigorio, historisches Luftbild von Werner Friedli (1950)

Das Kapuzinerkloster Bigorio steht oberhalb des Dorfes Bigorio in der Gemeinde Capriasca im Kanton Tessin in der Schweiz.

## Geschichte
Zehn Jahre nach der Entstehung des Kapuzinerordens, im Jahr 1535, wurde Bigorio als das erste Kapuzinerkloster der Schweiz gegründet. Die Kirche wurde 1577 durch den Mailänder Erzbischof Karl Borromäus geweiht. Bald wurde es zu einem der wichtigsten Klöster der lombardischen Provinz und Sitz des Noviziats.
Das Kloster wurde 1659 erstmals vergrössert. Ein weiteres Stockwerk fügte man 1688 hinzu und bei der Gesamtrenovierung unter dem Architekten Caresana von Cureglia erhielt die Anlage 1767 ihr heutiges Aussehen.
Nach dem Zweiten Vatikanischen Konzil wurde das Kloster 1966 im franziskanischen Geist der Gastfreundschaft einer umfassenden Restaurierung unterzogen. Seither ist es ein Ort religiöser, geistiger und kultureller Bildung und ein Seminarhaus für Kurse und Tagungen von Giovanni Pozzi geleitet.
Am Morgen des 7. Februar 1987 wurde das Kloster durch einen Brand schwer beschädigt. Während des Wiederaufbaus wurde es geschlossen und am 3. Oktober 1988 wiedereröffnet.

## Kirche

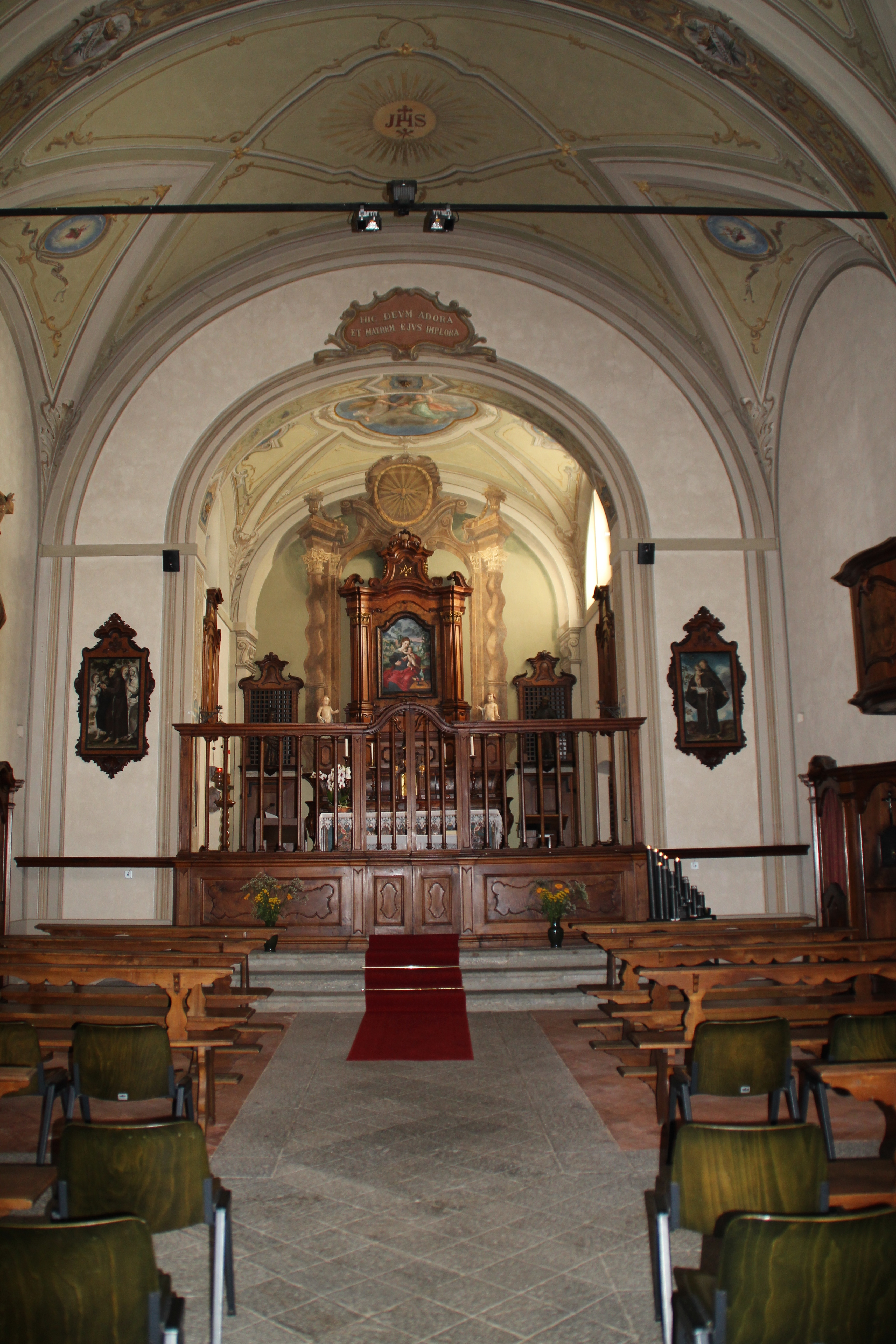
Blick zum Chor

Die Kirche ist Santa Maria Assunta geweiht.
Der Kern der rechteckigen Konstruktion mit eingezogenem Chor stammt vermutlich aus dem 16. Jahrhundert. Das dreijochige Tonnengewölbe mit Bogenfenstern auf den drei Seiten und das Kreuzrippengewölbe über dem Chor wurden im 18. oder 19. Jahrhundert angelegt. 
Das Altarbild auf dem Rokoko-Holzaltar aus der Renaissancezeit zeigt die Madonna vor einem Landschaftshintergrund; ein Geschenk des Königshauses Savoyen im zweiten Viertel des 16. Jahrhunderts. Vermutlich stammt es von einem flämischen Künstler. Das Wandgemälde rechts vor dem Eingang aus dem 17. Jahrhundert zeigt den heiligen Franziskus.

## Bilder

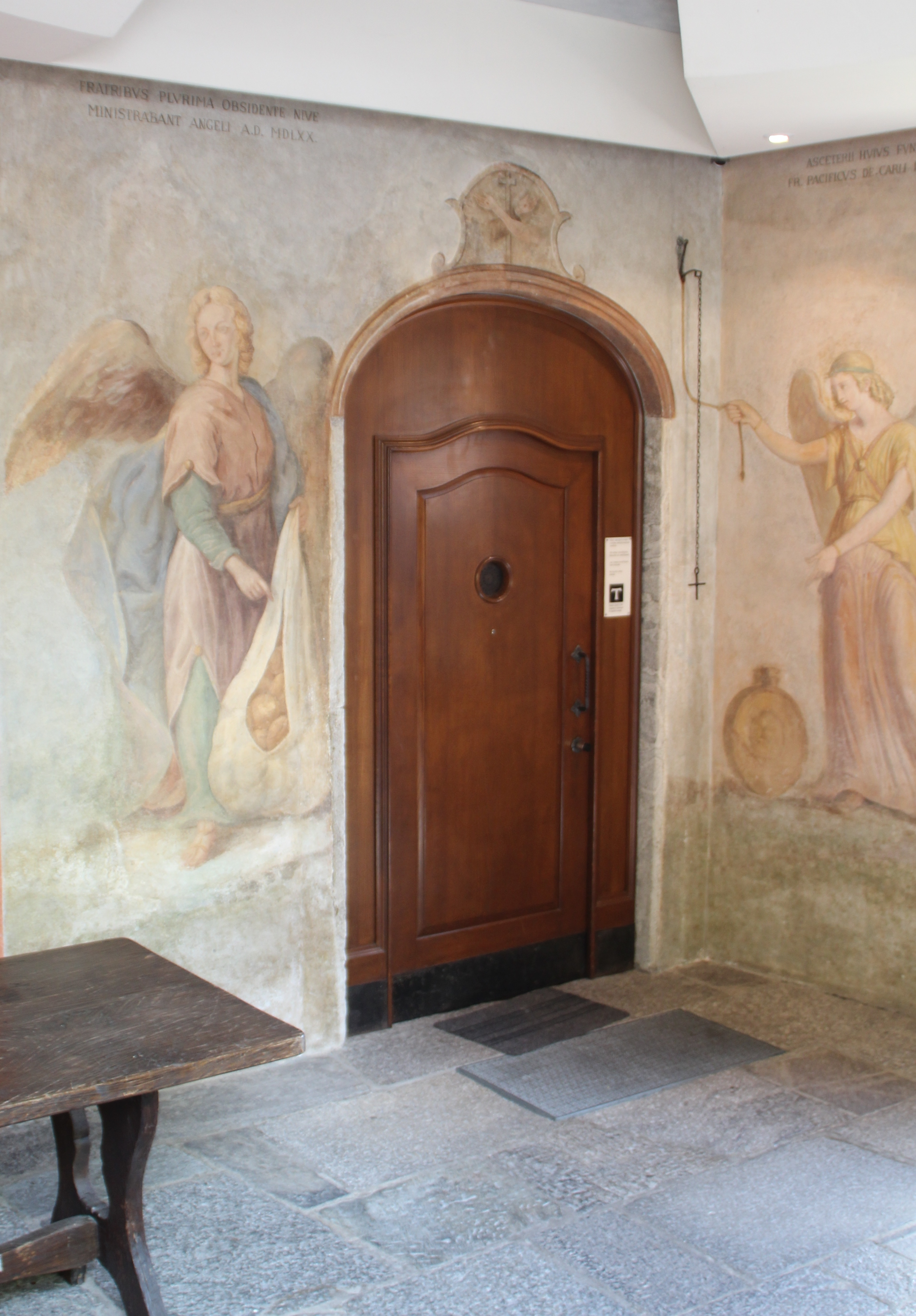
Eingang zum Kloster
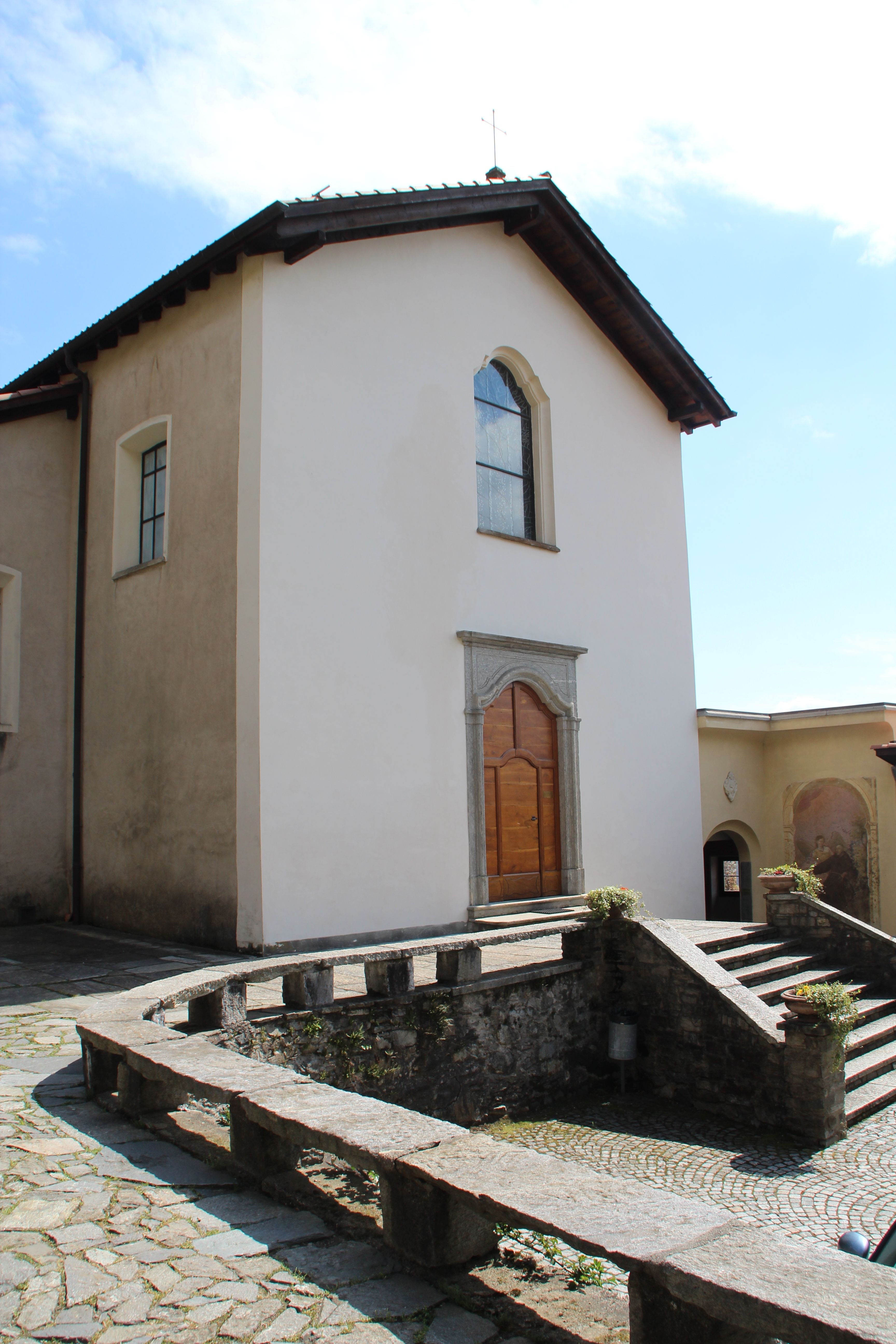
Front
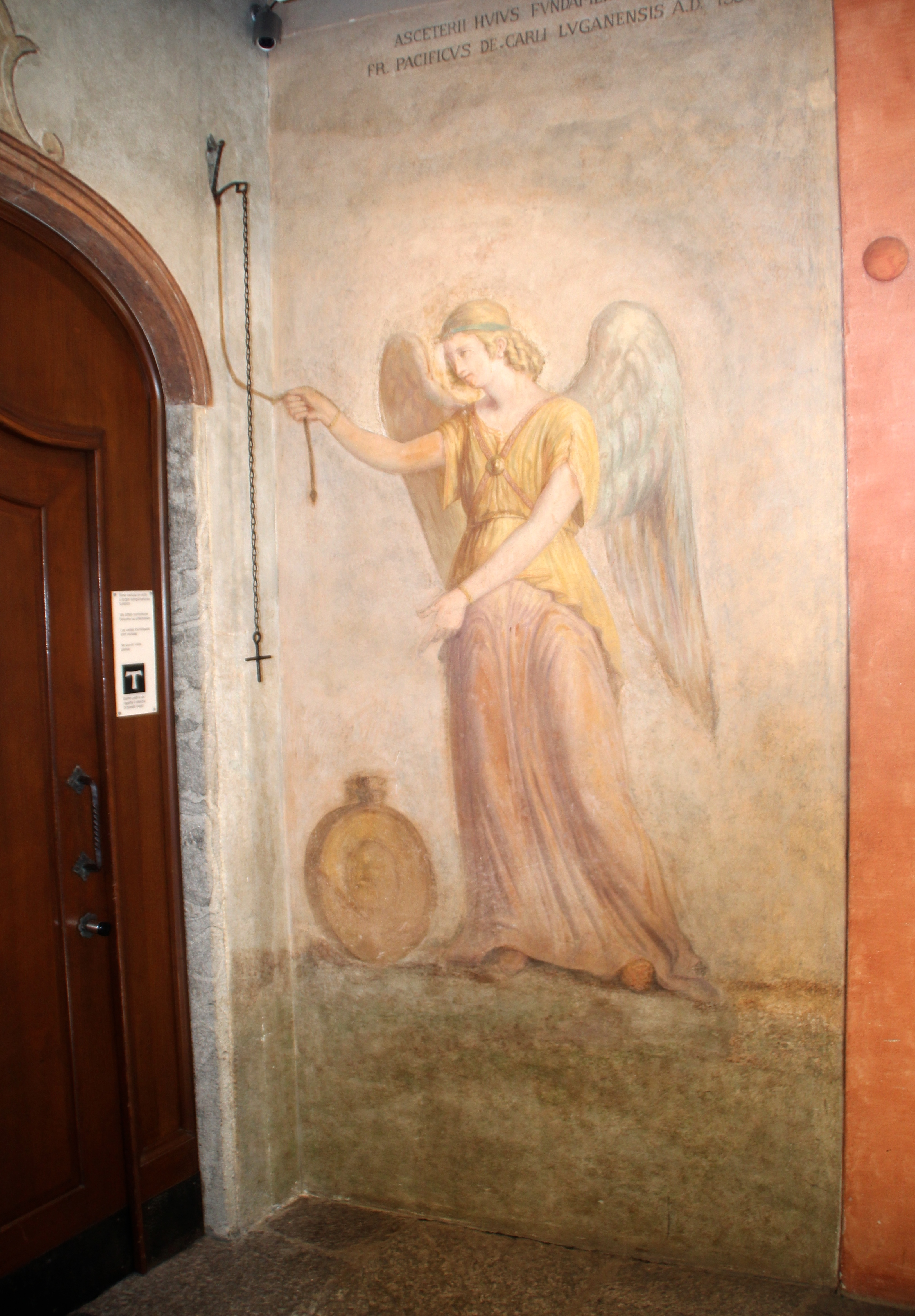
Illusionsmalerei beim Eingang
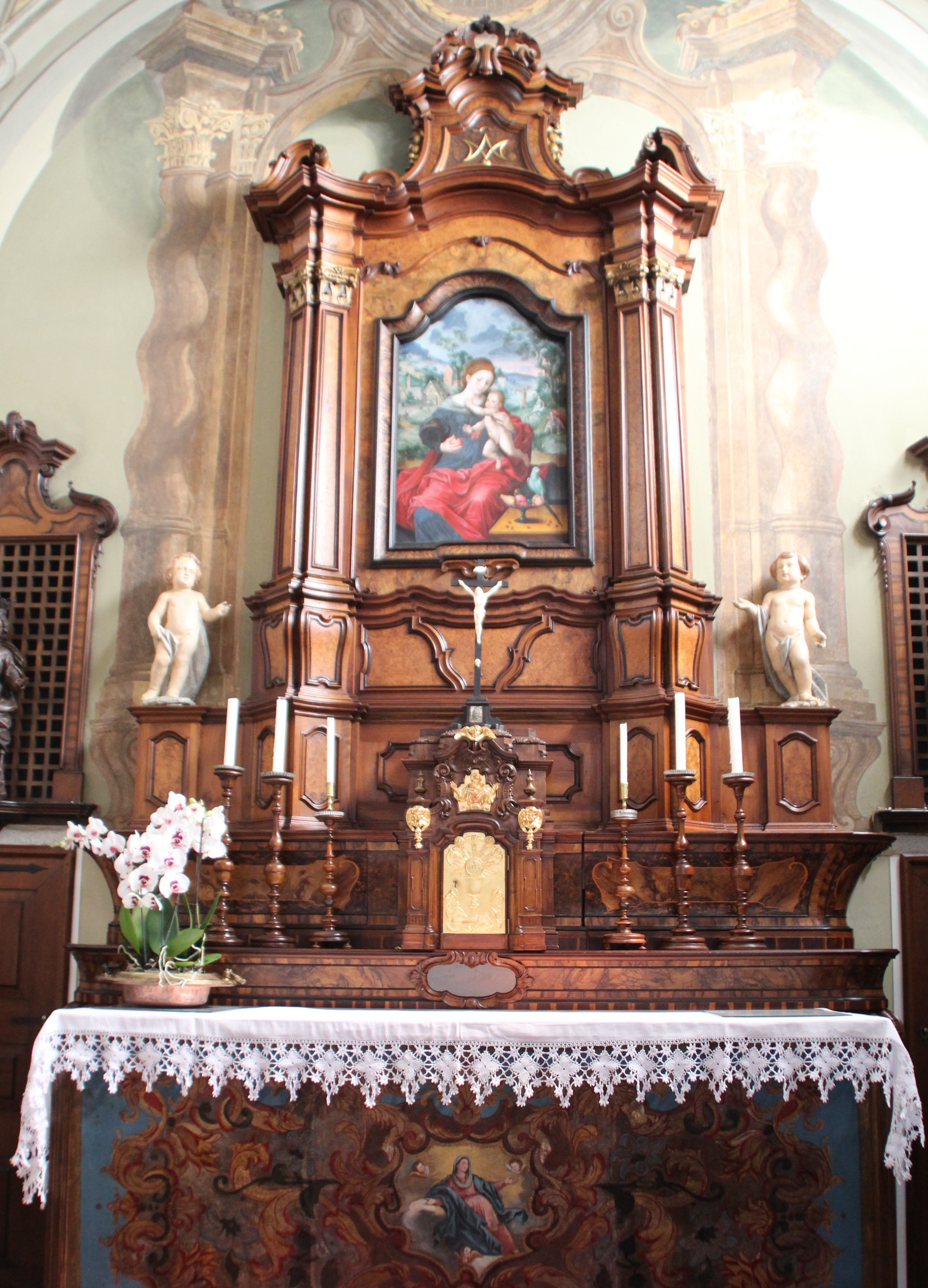
Kloster-Altar mit Altarbild